# Chiesa di Sant'Andrea (Birori)
La chiesa di Sant'Andrea è un edificio religioso ubicato a Birori, centro abitato della Sardegna centrale.
Consacrata al culto cattolico, è sede dell'omonima parrocchia e fa parte della diocesi di Alghero-Bosa